# Valdescorriel
Valdescorriel è un comune spagnolo di 195 (INE 2005) abitanti situato nella comunità autonoma di Castiglia e León.